# Butze (Straßenkinderhaus)
Die Butze ist ein im Jahr 2023 begonnener Neubau zur Unterbringung von Straßenkindern in Berlin. Das Haus befindet sich unweit vom Bahnhof Berlin-Lichtenberg im Ortsteil Rummelsburg an der Wönnichstraße 8. Das Konzept eines Straßenkinderhauses geht auf Initiativen eines im Jahr 2000 gegründeten Vereins zurück und wird durch umfangreiche Spenden zu 100 Prozent finanziert. Es wird dazu beitragen, obdachlose Kinder und Jugendliche von der Straße zu holen und ihnen ein möglichst normales Dasein zu ermöglichen. Es gibt kein weiteres vergleichbares Projekt in ganz Deutschland. 

## Geschichte
Ein seit langem brach liegendes Grundstück mit 461 m² wurde für den Bau einer Begegnungsstätte mit einer Nutzfläche von 3650 Quadratmetern vom Bezirk zur Verfügung gestellt. Nach Planungen des Architekten  J.MAYER.H. entsteht in Zusammenarbeit mit dem Architektenbüro Arch-3, dem Projektsteuerer Witte-Projektmanagement ein siebengeschossiger Bau, der etwa 40 Wohn- und Schlafplätze sowie tagesstrukturierende Beratungsangebote und weitere zahlreiche Hilfsangebote (Notübernachtungen, Wärmestube, Großküche, Kleiderkammer) bereitstellt. Der erste Spatenstich fand im März 2023 statt. Die Finanzierung der Bauarbeiten und die Hilfe der Sozialarbeiter werden komplett aus Spenden aufgebracht, es werden rund 21 Millionen Euro benötigt. Bis zum Spätherbst 2024 waren die Erschließungs-, Tiefbau- und Hochbauarbeiten erledigt, am 29. November 2024 konnte das Richtfest gefeiert werden. Hauptförderer ist die Birgit und Thomas Rabe Stiftung, die etwa 60 Prozent der Kosten trägt, daneben gibt es viele weitere Unterstützer wie die Manfred-Strohscheer-Stiftung, den Verein Sternstunden, die Stiftung RTL, den Bayerischen Rundfunk, die IKEA-Stiftung, die Stiftung der Deutschen (Fußball-)Nationalmannschaft und weitere Großspender. Bis zum Frühjahr 2026 sollen alle Arbeiten abgeschlossen sein. Das Haus wird die vom Verein Straßenkinder unterhaltenen Hilfsmöglichkeiten komplettieren, die es bisher in Berlin gibt: einen Hilfebus mit Standort Alexanderplatz, das Kinderhaus Bolle in Marzahn, zwei Kontaktstellen in Berlin-Friedrichshain (Warschauer und Proskauer Straße).

## Beschreibung
Neben mehreren Aufenthaltsräumen im Erdgeschoss sind vorgesehen: ein Café als Begegnungsstätte, ein begehbarer Kühlschrank im Keller, sogar eine Bühne für kleine Theatervorführungen und Konzerte. In den oberen Etagen werden 17 Notschlafplätze für Minderjährige eingerichtet, auch kurzzeitiges Wohnen (Übergangswohnen) wird möglich sein. 